# Placido Titi

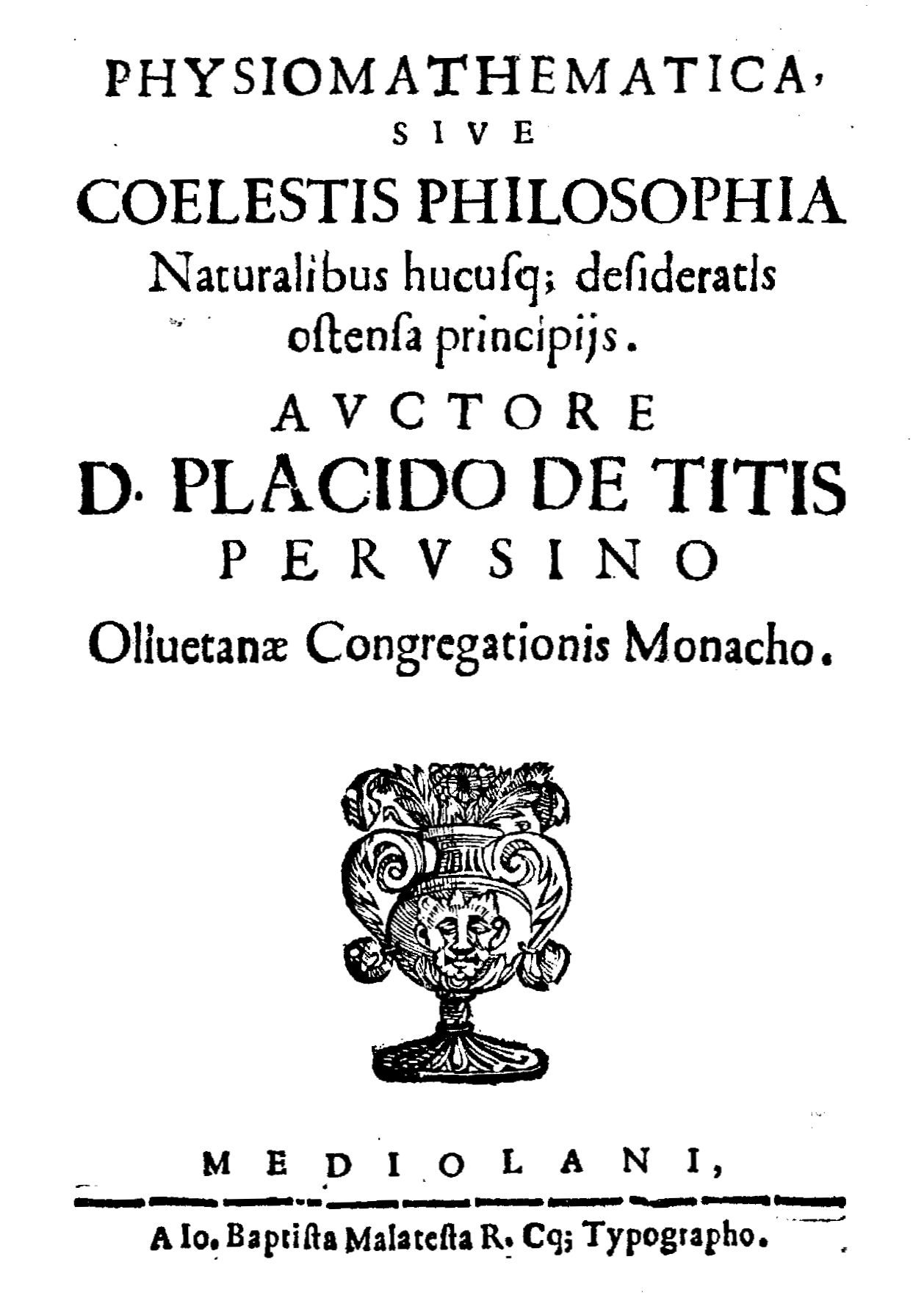
Physiomathematica, sive Coelestis philosophia naturalibus (Titelblatt der Ausgabe von 1650)

Placido Titi (auch Placidus oder Placido de Titis; geboren am 25. Dezember 1603 in Perugia; gestorben 1668 in Pavia) war ein italienischer Astrologe. Das Placidus-Häusersystem, das heute in der Astrologie am weitesten verbreitete Verfahren zur Berechnung der Häuserspitzen, ist nach ihm benannt.

## Leben
Titi stammte aus einem umbrischen Adelsgeschlecht. Ein Zweig der Familie gehörte seit dem Mittelalter dem Patriziat von Perugia an.
Titi trat am 14. Mai 1618 in den Orden der Olivetaner, einen Zweig der Benediktiner, ein und machte 1620 Profess. Er scheint anschließend in Padua Theologie studiert zu haben, Details sind jedoch nicht bekannt. Unbekannt ist auch, wo und durch wen Titi seine mathematisch-astronomische Ausbildung erhielt.
In den folgenden Jahren erscheint er in den Klosterverwaltungen in Mailand (1623/24), Monte Oliveto (1625–1629), Cremona (1630), Gubbio (1632) und Perugia (1636). 1638 war er wieder in Cremona und danach Novizenmeister in Genua (1639/40), Mailand (1641), Bologna (bis 1644) und vor 1648 vielleicht noch in Mailand.
In den folgenden Jahren verfasste Titi dann eine Reihe astrologischer Schriften. Bereits 1641 hatte er unter dem Pseudonym Didacus Prittus drei kleine Schriften veröffentlicht, in denen er sich mit Giovanni Antonio Magini und Andrea Argoli auseinandersetzte, zwei damals sehr bekannten Astrologen.
1650 erschien sein Hauptwerk, Physiomathematica, sive Coelestis philosophia naturalibus. Eine von seinen Studenten Francesco Brunacci und Francesco Maria Onorati unter den Pseudonymen Cursino Francobacci und Africano Scirota herausgegebene, erweiterte zweite Auflage erschien 1675. Eine erste Fassung des Werks war unter dem Titel Quaestionum physiomathematicarum libri tres 1647 unter dem Pseudonym Didacus Prittus ohne Imprimatur erschienen. Die Auflagen von 1650 und 1675 erschienen dann mit Imprimatur und mit Placido de Titis als Autor und Olivetanermönch. Allerdings scheinen Brunacci und Onorati für ihre Ergänzungen im dritten Teil des Werkes kein erneutes Imprimatur eingeholt zu haben, was in der Folge dazu führte, dass das gesamte Werk schließlich 1687 auf den Index kam.
Ab 1657 erscheint Titi als Dozent für Mathematik an der Universität Pavia. Im gleichen Jahr erschien sein Tafelwerk Tabulae primi mobilis, das er dem Erzherzog Leopold Wilhelm von Österreich widmete. Vielleicht in Zusammenhang mit dieser Widmung wurde Titi von Leopold Wilhelm zum Mathematiker, das heißt zum astrologischen Berater ernannt. Überhaupt entsprach der damalige Inhalt des Faches Mathematik nicht den heutigen Vorstellungen, vielmehr handelt es sich oft hauptsächlich um Iatromathematik, also eine Mischung von Astrologie und Medizin, wobei Astronomie und die eigentliche Mathematik nur als Hilfsmittel dienten.
1658 erscheint Titi als Herausgeber und Kommentator der lateinischen Übersetzung des Tetrabiblos des Ptolemäus von Antonio Gogava. Außerdem veröffentlichte Titi Ephemeriden und populärastrologische Schriften auf Italienisch.
In seinen Schriften vertrat Titi die Auffassung, dass die Einwirkung der Planeten physisch sei und unmittelbar auf das von ihnen ausgesandte Licht zurückzuführen sei, weshalb die Astrologie auch ganz frei sei von irgendwelchen mystischen Zutaten und insofern auch durchaus mit der christlichen Lehre zu vereinbaren sei. Das heißt, was die Physik betraf, so hielt Titi sich strikt an Aristoteles und was Astronomie und astrologische Tradition betraf, so galt ihm Ptolemäus als alleinige Autorität. Sein Versuch, einige Neuerungen wie zum Beispiel das von ihm propagierte Häusersystem auch auf Ptolemäus zurückzuführen, bedurfte allerdings einigen interpretatorischen Aufwands.
Trotz dieser strikten aristotelisch-ptolemäischen Orthodoxie wurde Titi posthum indiziert und seine Wirkung blieb in seinem unmittelbaren Umfeld und zu Lebzeiten gering.
Anders verhielt es sich mit seiner Wirkung außerhalb Italiens und deren langfristiger Nachwirkung. Insbesondere im protestantischen England wurden seine Lehren von John Partridge aufgegriffen, einem der bekanntesten britischen Astrologen des 17. Jahrhunderts, wobei der antipapistische Partridge darauf verzichtete, einen italienischen Mönch als Urheber zu nennen. Die Astrologen Richard Kirby und John Bishop veröffentlichten 1688 The Marrow of Astrology („Das Mark der Astrologie“), eine Adaption von Titis Tabulae primi mobilis, ebenfalls ohne Titi als Autor zu benennen.
1789 veröffentlichte Manoah Sibly, der Bruder des Astrologen Ebenezer Sibly, eine englische Übersetzung von Titis Physiomathematica unter dem Titel Astronomy and Elementary Philosophy. John Worsdale veröffentlichte 1798 und 1799 zwei astrologische Werke, in denen er sich auf Ptolemäus berief, ohne Titi als Urheber zu nennen. Auch James Wilson übernahm die Theorien Titis in seinem einflussreichen Dictionary of Astrology (1819), wobei er auf die Darstellung von Titis naturphilosophischen Hintergrunds verzichtete.
Die Popularität des Placidus-Häusersystems schließlich verdankt sich vermutlich dem Umstand, dass Häusertabellen nach diesem System sich von Anfang an im Anhang von Raphael’s Ephemeris fanden, einer seit dem 19. Jahrhundert überaus populären und bis in die Gegenwart erscheinenden britischen Ephemeriden-Reihe.

## Bibliographie
- Quadraginta geneses prae caeteris, quas posuit […] Andreas Argolus […] in suo de diebus criticis opere […] Giovanni Battista Malatesta, Mailand 1641.
- Septem geneses, quas posuit […] Io. Antonius Maginus […] in suo de diebus criticis opere. Cribelli, Padua 1641.
- De Modis directionum coelestium mobilium in genethlialogicis ad medicinae usum compendiolum, theoricen thesibus, praxim canonibus amplectens, auctore Didaco Pritto. Giovanni Battista Malatesta, Mailand 1641.
- Quaestionum physiomathematicarum libri tres. In quibus ex naturae principijs hucusque desideratis demonstratur Astrologiae pars illa, quae ad meteorologiam, medicinam, navigium, et agriculturam spectat. Cum 12. exemplis in fine. Auctore Didaco Pritto Pelusiensi. Giovanni Battista Malatesta, Mailand 1647.
- Physiomathematica, sive Coelestis philosophia naturalibus hucusque desideratis ostensa principijs. Giovanni Battista Malatesta, Mailand 1650. 2. erweiterte Auflage herausgegeben von Placidos Studenten F. Brunacci and F. M. Onorati (unter den Pseudonymen Cursinus Francobacci und Africanus Scirota): Vigoni, Mailand 1675, Digitalisat.
- Nuncius astronomicus. 1654.
- Il corriere astronomico. 1656.
- Tabulae primi mobilis cum thesibus et canonibus. 1657. 2. Auflage: Vigoni, Mailand 1675.
- Opus de siderum iudiciis quadripartitum è graeco codice in latinum sermonem per Antonium Gogavam […] translatum, […] Praepositis ad singula capita breviarijs, vel notationibus. Frambotti, Padua 1658 (Kommentar zur lateinischen Übersetzung des Tetrabiblos des Ptolemäus von Antonio Gogava).
- Ephemeridum caelestium motuum ab initio anni 1661, usque ad totum 1665 […], cum tractatu de transmutationis elementorum causa efficiente tum propinqua inferiori tum remota coelesti. Giovanni Ghidini, Pavia 1661.
- De diebus decretoriis et aegrorum decubitu […] epitome astrosophica physicis maxime rationibus, deinde Galeni, Aristot. & Ptolemaei praeceptis contexta. 2 Bde. 1661, 1665.
- Discorso astrologico naturale sopra l’anno venturo 1666. Con un ragionamento circa le feste mobili. Mailand [1665].
- Tocco di paragone onde evidentemente appare che l’astrologia nelle parti concesse da S. Chiesa è vera scienza, naturale, nobile, et utile quanto la filosofia. Giovanni Andrea Magri, Pavia 1665.
- Continuatio ephemeridum caelestium motuum ab initio anni 1666 usq. ad finem 1675. Pavia 1666.